# Michal Kubát
Michal Kubát (* 1. května 1975) je český politolog. Působí na Fakultě sociálních věd Univerzity Karlovy a Fakultě filozofické Západočeské univerzity v Plzni. Zabývá se především komparativní politologií.

## Životopis
Vystudoval politologii na Institutu politologických studií Fakulty sociálních věd Univerzity Karlovy (FSV UK). Absolvoval řadu studijních pobytů, včetně ročního studia na Institutu politických věd Jagellonské univerzity v Krakově. Doktorát získal v roce 2005 v oboru mezinárodní teritoriální studia na FSV UK. Habilitoval se v roce 2009 v oboru politologie na Fakultě sociálních studií Masarykovy univerzity. V roce 2019 byl na návrh vědecké rady Masarykovy univerzity jmenován profesorem v oboru politologie.
V letech 2010–2016 působil jako proděkan nejprve pro doktorské studium a následně pro vědu a výzkum na FSV UK. Je členem vědecké rady Fakulty sociálních studií Masarykovy univerzity a řady oborových a redakčních rad. Působí jako garant a předseda oborové rady doktorského studijního programu Mezinárodní teritoriální studia na FSV UK. Kromě domovské FSV UK působí také na částečný úvazek na Katedře politologie a mezinárodních vztahů Fakulty filozofické Západočeské univerzity v Plzni.
Jeho manželkou je politoložka a historička Hana Kubátová působící na Institutu politologických studií Fakulty sociálních věd Univerzity Karlovy.

## Výzkum
Zabývá se komparativní politologií (hlavně demokratické a nedemokratické politické režimy, politická opozice) a politickými systémy zemí střední Evropy. Věnuje se také analýze díla slavného italského politologa Giovanniho Sartoriho, který je jeho hlavním odborným vzorem. Je autorem mnoha odborných monografií a časopiseckých studií publikovaných v češtině, polštině, angličtině, němčině a francouzštině. Věnuje se také překladatelské činnosti.

## Veřejná činnost
Byl aktivním účastníkem diskusí o reformách českého demokratického režimu. Ve svých komentářích a odborných publikacích se vyslovoval proti zavedení přímé volby prezidenta a poloprezidentskému systému obecně. Namísto toho navrhoval celkovou racionalizaci českého parlamentarismu včetně zavedení dvoukolového většinového volebního systému pro volby do Poslanecké sněmovny Parlamentu ČR.

## Vybrané publikace

### Knižní publikace
- Kubát Michal, Mejstřík Martin (eds.), Giovanni Sartori: Challenging Political Science, London–Colchester–New York–Lanham: ECPR Press/Rowman & Littlefield, 2019, ISBN 978-1-78552-287-1, ISBN 978-1-78552-286-4.
- Kubát Michal, Brunclík Miloš, Semi-presidentialism, Parliamentarism and Presidents: Presidential Politics in Central Europe, London–New York: Routledge, 2019, ISBN 978-1-13-805471-4.
- Kubát Michal, Brunclík Miloš, Kdo vládne Česku? Poloprezidentský režim, přímá volba a pravidla hry, Brno: Barrister & Principal, 2017, ISBN 978-80-7485-122-3.
- Kubát Michal, Mejstřík Martin (eds.), Populismus v časech krize, Praha: Univerzita Karlova, nakladatelství Karolinum, 2016, ISBN 978-80-246-3439-5.
- Kubát Michal, Balík Stanislav, Undemokratische Regime: theoretische Verortung und Fallbeispiele, Opladen: Verlag Barbara Budrich, 2015, ISBN 978-3-8474-0728-7.
- Kubát Michal, Lebeda Tomáš a kol., O komparativní politologii a současné české politice, Praha: Karolinum, 2014, ISBN 978-80-246-2479-2.
- Kubát Michal, Současná česká politika. Co s neefektivním režimem? Brno: Barrister & Principal, 2013, ISBN 978-80-87474-86-0.
- Kubát Michal, Balík Stanislav,Teorie a praxe nedemokratických režimů, Praha: Dokořán, 2012, ISBN 978-80-7363-266-3(první vydání 2004, ISBN 80-86569-89-6).
- Kubát Michal, Politická opozice v teorii a středoevropské praxi, Praha: Dokořán, 2010, ISBN 978-80-7363-285-4.
- Kubát Michal, Teoria opozycji politycznej, Kraków: Wydawnictwo Uniwersytetu Jagiellońskiego, 2010, ISBN 978-83-233-2881-0.
- Kubát Michal, Political opposition in theory and Central European practice, Frankfurt am Main: Peter Lang, 2010, ISBN 978-3-631-59181-9.
- Kubát Michal, Cabada Ladislav a kol., Úvod do studia politické vědy. Třetí vydání, Plzeň: Aleš Čeněk, 2007, ISBN 978-80-7380-076-5(druhé vydání 2004, ISBN 80-86432-63-7, první vydání 2002, ISBN 80-86432-41-6).
- Kubát Michal, Vývoj a proměny státního zřízení Polska ve 20. století. Institucionálně-politická studie, Praha: Dokořán, 2006, ISBN 80-7363-079-6.
- Kubát Michal, Demokracie v Polsku. Politický systém Polské republiky (1989–2005), Praha: Sociologické nakladatelství, 2005, ISBN 80-86429-46-6.
- Kubát Michal (ed.), Politické a ústavní systémy zemí středovýchodní Evropy, Praha: Eurolex Bohemia, 2004, ISBN 80-86432-90-4.
- Kubát Michal, Postkomunismus a demokracie. Politika ve středovýchodní Evropě, Praha: Dokořán, 2003, ISBN 80-86569-47-0.
- Kubát Michal, Politika v Polsku po roce 1989. Volby, volební systémy a jejich politické konsekvence, Praha: Karolinum, 2000, ISBN 80-246-0133-8.

### Články
- Miloš Brunclík, Michal Kubát, Constitutional Conventions in Central Europe: Presidents in Government Formation Process, Problems of Post-Communism, online first.
- Kubátová Hana, Michal Kubát, The Priest and the State: Clerical Fascism in Slovakia and Theory, Nations and Nationalism, 27(3), 2021: 734–749.
- Kubátová Hana, Kubát Michal, Were There 'Bystanders' in Topol'čany? On Concept Formation and the 'Ladder of Abstraction', Contemporary European History, 27(4), 2018, 562–581.
- Kubát Michal, Kam kráčí soudobá politologie? Nenaplněný odkaz Giovanniho Sartoriho, Kontexty, 4, 2018: 18–22.
- Kubát Michal, Brunclík Miloš,The Czech Parliamentary Regime After 1989: Origins, Developments and Challenges, Acta Politologica, 8(2), 2016: 5–29.
- Kubát Michal, Brunclík Miloš, Český demokratický režim po roce 2012: přechod k poloprezidencialismu? Sociologický časopis, 52(5), 2016: 625–646.
- Kubát Michal, Brunclík Miloš, Contradictory Approaches: Discussing Semi-Presidentialism in Central Europe, Analele Universitati Bucuresti. Seria Ştiinte Politice, 18(2), 2016: 67–79.
- Kubát Michal, Komunistyczna Partia Czech i Moraw – skuteczne połączenie protestu socjalnego i nacjonalistycznego, Polityka i Społeczeństwo,14(1), 2016: 79–90.
- Kubát Michal, Giovanni Sartori: empirický a angažovaný politolog v přespříliš empirické a pramálo angažované politické vědě, Acta Politologica, 7(1), 2015: 12–27.
- Kubát Michal, Jak definovat poloprezidentský režim? Acta Universitatis Carolinae Iuridica, 60(1), 2014: 137–152.
- Kubát Michal, Brunclík Miloš, The Crisis of the Czech Politics 25 Years After the Velvet Revolution, Politeja, 11(2–28), 2014: 163–179.
- Kubát Michal, 25 lat czeskiej demokracji – sukces czy fiasko? Arcana, 117(3), 2014: 49–59.
- Kubát Michal, Kysela Jan, L'élection du Président au suffrage direct en République tchèque: beaucoup de paroles, peu d'arguments Est Europa, Revue d’études politiques et constitutionnelles, 2013: 231–245.
- Kubát Michal, Jak wybierać prezydenta Czech? Dyskusja o bezpośrednich wyborach prezydenckich w Czechach i jej wyniki, Arcana, 110(2), 2013: 83–100.
- Kubát Michal, On the classical theories of non-democratic regimes and their usefulness in examining Eastern Europe 1944–1989, Studia nad Autorytaryzmem i Totalitaryzmem, 35(1), 2013: 7–25.